# ستيف أدلر
ستيف إيرا أدلر (بالإنجليزية: Steve Adler) (ولد في 23 مارس 1956)، محامٍ وسياسي أمريكي منتسب للحزب الديمقراطي يشغل منصب عمدة أوستن في ولاية تكساس منذ 6 يناير 2015.
يمارس أدلر المحاماة في أوستن في مجالات الاستملاك العام وقوانين الحقوق المدنية منذ 35 عامًا. عمل لثماني سنوات رئيسًا لموظفي سيناتور الولاية الديمقراطي إليوت شابليه ثم مستشارًا عامًّا له في مجلس تكساس التشريعي. عمل أيضًا مع منظمات غير ربحية ومنظمات مدنية في أوستن أو كانت له عضوية في مجالسها، من بينها تكساس تريبيون ورابطة مكافحة التشهير وباليت أوستن.

## طفولته وتعليمه
ولد أدلر لعائلةٍ يهوديةٍ وعاش بدايةً في واشنطن العاصمة وترعرع في كنسينغتون في ولاية ماريلاند. كان والده من المحاربين القدامى المشاركين في الحرب العالمية الثانية مع البحرية الأمريكية، وأصبح فيما بعد محرر أفلام يعمل لصالح وكالة سي بي إس نيوز. كانت والدته ربة منزل.
تخرج في عام 1978 من جامعة برينستون ببكالوريوس في الفنون من مدرسة وودرو ولسون للعلاقات العامة والدولية. ثم درس في جامعة تكساس في كلية أوستن للحقوق وحصل هناك على درجة الدكتوراه في القانون في عام 1982. بعد التخرج من جامعة تكساس، بقي أدلر في أوستن لممارسة المحاماة.

## مسيرته المهنية في الحقوق
في منتصف ثمانينيات القرن العشرين، شارك ستيف أدلر في تأسيس مكتب محاماة غراهام أند أدلر (إل إل بّي – أي ذي الشراكة محدودة المسؤولية)، والذي عرف لاحقًا باسم بارون أند أدلر، إل إل بّي. مثّل بشكل رئيسي أصحاب العقارات الذين كانوا يواجهون قوانين الاستملاك العام وحالات الإدانة التي تسعى فيها الحكومة أو شركة خاصة للاستحواذ على العقارات الخاصة بموكليه. بالإضافة إلى هذا العمل، أمضى أدلر معظم ثمانينيات القرن العشرين -فترة بداية مسيرته القانونية- في تناول قضايا التمييز الوظيفي الخاصة بالحقوق المدنية. شمل هذا العمل تمثيل النساء وذوي الأصول اللاتينية والأمريكيين من أصول أفريقية وعمال آخرين ممن ينتمون لأقليات في المحكمة الفدرالية، وذلك أمام لجنة المساواة في التوظيف والفرص وبشأن قضايا رفعتها لجنة أوستن لحقوق الإنسان.
مثل الموكلين الذين يسعون للمعاملة بالمثل والفرص في مكان العمل، وللتعافي من التحرش الجنسي ومن إنكار حقوقهم في تحصيل الرواتب المتساوية عند تساوي العمل.
ترافع أدلر أمام محاكم الاستئناف التابعة للولاية، ومحكمة الاستئناف في الولايات المتحدة للدائرة الخامسة، ومحكمة تكساس العليا، وسُمّي محاميًا فائقًا في تكساس بين عامي 2007-2013 وواحدًا من أفضل المحامين في أمريكا بين عامي 2007-2014.

## بداية مسيرته السياسية
في عام 1996، ساعد أدلر الديمقراطي إليوت شابليه من إل باسو في ترشحه لمجلس شيوخ ولاية تكساس. قم شغل منصب رئيس موظفي السيناتور شابليه ومن ثم مستشاره العام بين عامي 1997-2005.
خلال الوقت الذي قضاه أدلر في العمل في مجلس شيوخ تكساس، ركز بشكل رئيسي على العدالة في تمويل المدارس، وقضايا رواتب المعلمين، وسياسة ميزانية الولاية، والحماية البيئية، وقضايا المساواة والإتاحة.